# Peña Flor
Peña Flor är en ort i Mexiko.   Den ligger i kommunen Santa María Yucuhiti och delstaten Oaxaca, i den sydöstra delen av landet, 300 km sydost om huvudstaden Mexico City. Peña Flor ligger 1 251 meter över havet och antalet invånare är 133.
Terrängen runt Peña Flor är kuperad västerut, men österut är den bergig. Runt Peña Flor är det ganska tätbefolkat, med 75 invånare per kvadratkilometer. Närmaste större samhälle är Putla Villa de Guerrero, 10,3 km väster om Peña Flor. I omgivningarna runt Peña Flor växer i huvudsak blandskog.